# تتنهوزن
تتنهوزن (به آلمانی: Tetenhusen) یک شهر در آلمان است که در اشلسویگ-فلنسبورگ واقع شده‌است. تتنهوزن ۹۳۷ نفر جمعیت دارد.